# Sargon van Akkad
Sargon van Akkad of Sargon de Grote (Šarru-kin/Sjarroe-kin, de wettige koning) was de stichter van de dynastie van Akkad en eerste stichter van een groot Semitisch rijk in Mesopotamië. Hij regeerde van ca. 2334-2279 v.Chr..

## Afkomst
Zijn moeder was een hogepriesteres, schreef hij. Zijn vader was onbekend en zou een nomade zijn. Over zijn geboorte en jeugd bestaan veel legenden. De geboorte zou geheim zijn gehouden. Sargon zou volgens de tekst na zijn geboorte in een mand zijn gestopt en aan de Eufraat zijn toevertrouwd, een legende die later ook aan Mozes is toegeschreven.
Akki, een tuinier, zou het kind in de mand op de rivier hebben zien drijven en voedde hem op. Na gewerkt te hebben als tuinier ging Sargon werken als wijnschenker voor koning Ur Zababa van het Soemerische Kisj. Hij schreef zelf dat zijn moeder hogepriesteres was en zijn vader onbekend en dat hij later ging houden van Isjtar en toen jaren het koningschap uitoefende.

## Staatsgreep
Sargon wist de koning van de troon te stoten en zelf koning van Kisj te worden.
De koning van Uruk (Oeroek) vond de troonwissel in Kisj niet erg zuiver en verklaarde Sargon de oorlog. Deze koning, genaamd Lugalzaggisi, werd echter door Sargon verslagen en in Uruk voor de tempel neergezet met een halsband om, overgeleverd aan de spot van het volk.
Ook in Uruk liet Sargon zich kronen en daar nam hij de naam aan waaronder hij bekend is geworden: Sargon, wat waarachtige koning betekent. Hij stichtte een nieuwe hoofdstad, Akkad, die hij tot grote bloei bracht. Ur van Chaldea werd onderworpen door Sargon.
Het Sumerisch werd nog aangehouden in de tempels, maar in alle officiële documenten vervangen door Semitisch Akkadisch. De rijksadministratie werd gecentraliseerd en de oude militie vervangen door een professioneel korps, geoefend in oorlogvoering in de bergen.

## Leger
Sargon van Akkad is de eerste grote veroveraar geweest die er een leger op nahield. Deze krijgers kregen echter weinig betaald, waardoor zij hun inkomen moesten aanvullen door te plunderen. Om zijn krijgers te behouden moest Sargon dus oorlog voeren, zodat zijn soldaten elders plunderden. Sargon is begonnen met de eenwording van Mesopotamië. Daar stopte hij niet, hij veroverde een heel groot rijk dat zich uitstrekte over Syrië, Anatolië en Elam/Iran. Sargon domineerde eveneens in het oosten van het Middellandse Zeegebied en ten noorden van de Zwarte Zee en drong door tot Zuidoost-Arabië. Zijn rijk strekte zich verder uit over het gehele gebied van Eufraat en Tigris en omvatte delen van het huidige Turkije.
Hij was superieur doordat zijn leger gebruikmaakte van nieuwe beweeglijke oorlogstechnieken met werpspeer en pijl-en-boog, die bovendien van koper waren vervaardigd, terwijl vijandelijke legers zich nog moesten behelpen met stenen wapens. Hij veroverde vele steden, vooral in het noorden van Mesopotamië (Subartu). Tell Chuera is daar waarschijnlijk een voorbeeld van. Hij vestigde vaak een legergarnizoen een veroverde stad en stelde een gouverneur aan die in Sargons naam mocht regeren.
Zijn veroveringen waren vooral economisch. Hij zorgde ervoor dat Akkad een centrum van handel werd, zowel over zee als over land (karavaan). Sargon regeerde zeer lang over zijn rijk, tussen de 44 en 56 jaar, afhankelijk van de bronnen. Toen hij stierf, namen zijn twee zonen de leiding over. Zij hadden daarbij weinig geluk, ze werden allebei vermoord.

## Handelsmissies
Handelsschepen van Akkad voeren de haven van Ur uit naar Tilmun (Dilmun) en vervolgens naar Magan en Melukhkha. Magan leverde zwarte stenen voor beelden. Kopererts en blokken lapis-lazuli werden betrokken uit Afghanistan.
Alle teksten in de toenmaals belangrijkste talen maken melding van zijn tocht naar Klein-Azië. Handelslieden van Kaneš voelden zich bedreigd door de koning van 'Puruhanda' en riepen zijn hulp in.

## Oorlog in het noordwesten en het oosten
Kort nadat hij zich van Sumer had meester gemaakt, vertrok Sargon op veldtocht om de hele vruchtbare sikkel aan zich te onderwerpen. Volgens de lijst van Assyrische en Babylonische kronieken, namelijk die van de eerste koningen (een Babylonische historiografische tekst):

[Sargon] had rivalen noch gelijken. Zijn luister verspreidde zich over de landen. Hij stak de zee over in het oosten. In het elfde jaar veroverde hij het westelijke land tot aan zijn verste eindpunt. Hij bracht het onder zijn gezag. Hij richtte er zijn standbeelden op en voerde de westerse goederen aan op aken. Hij stationeerde zijn hofgezanten op intervallen van vijf dubbele uren en regeerde in eenheid de volken van de landen. Hij trok op tegen Kazallu en veranderde Kazallu in een puinhoop, zodat er zelfs geen staak meer rechtop bleef voor een vogel.

Sargon veroverde Mari, Yarmuti, en Ebla tot aan het Ceder Woud (Amanus) en de zilverberg (de Taurus). Het Akkadisch rijk verzekerde zich van de controle over de zijderoutes en zorgde dat de toevoer van edelmetalen en hout veilig en vrij kon plaats hebben over de Eufraat naar Akkad.
In het oosten sloeg Sargon een invasie van de vier leiders van Elam terug, die door de koning van Awan werd geleid. Hun steden werden geplunderd uit wraak, de leiders, vice-koningen en koningen van Susa, Barhaše en aangrenzende districten werden vazallen, en het Akkadisch werd tot officiële taal uitgeroepen voor internationale betrekkingen.
Onder Sargons bestuur werd het Akkadisch gestandaardiseerd en aangepast voor gebruik met het spijkerschrift dat voordien enkel in het Sumerisch werd toegepast. Er ontwikkelde zich een kalligrafische stijl waarbij tekst op kleitabletten en rolzegels te midden van mythologische taferelen en rituelen werd geschikt.

## Een groot rijk

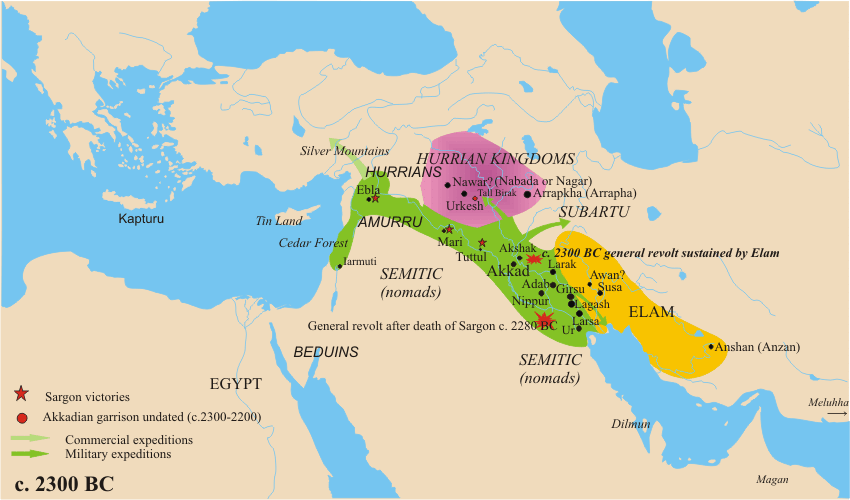
Het rijk van Sargon, late 24e eeuw v.Chr.

Sargons kleinzoon Naram-Sin had meer succes. Hij vergrootte het rijk van zijn grootvader zelfs nog.
Uit de bergen in het noorden trokken echter barbaarse volken op, de Goetiërs, die Naram-Sin een zware nederlaag bezorgden. Naram-Sin kon zich nog herstellen en weerstand bieden aan deze Goetiërs. Onder de zoon van Naram-Sin werd de weerstand steeds zwakker en ten slotte veroverden de Goetiërs het hele rijk.
De Goetiërs belemmerden de andere Mesopotamische steden niet in hun uitbreiding en het vergroten van de macht. Hierdoor zouden de Goetiërs ten onder gaan. Rond 2100 v.Chr. werden ze verdreven door de toenmalige koning van Oeroek.

## Afstammelingen

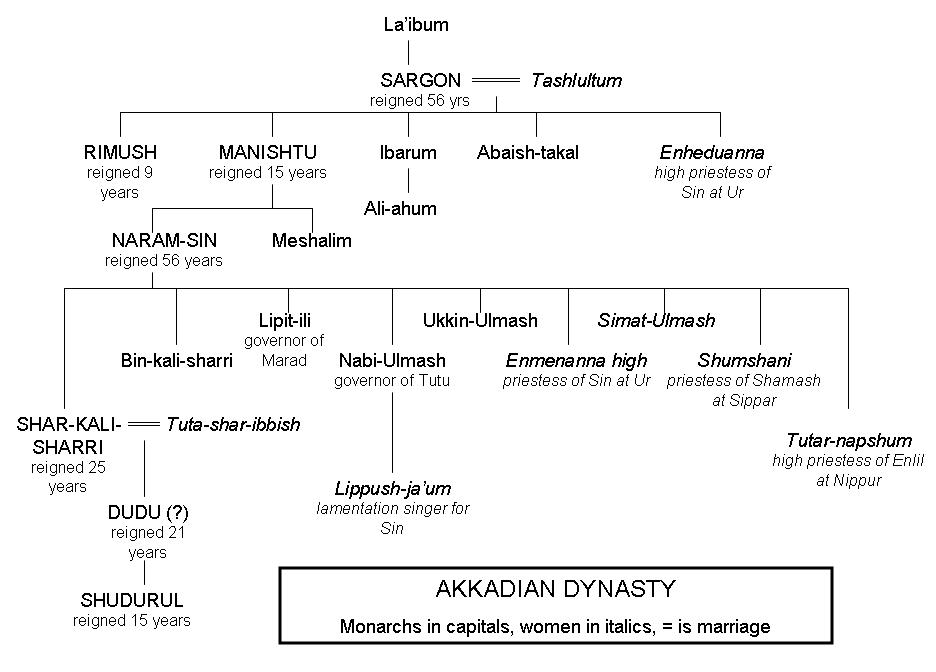
Het koninklijk huis van Akkad

De naam van Sargons eerste vrouw Tašlultum en die van een aantal van zijn kinderen zijn bekend. Zijn dochter Enheduanna, was een hogepriesteres, onder wie het rijk bloeide van de late 24e tot de vroege 23e eeuw v.Chr. Zij componeerde rituele hymnen. Veel van haar werken, waaronder haar Exaltatie tot Inanna, waren nog eeuwen daarna in gebruik. Sargon werd opgevolgd door zijn zoon, Rimuš en na diens dood door een andere zoon Maništušu. Nog twee zonen Šu-Enlil (Ibarum) en Ilaba'is-takal (Abaiš-Takal), zijn bekend.